# L'Étrange Couleur des larmes de ton corps
Pour plus de détails, voir Fiche technique et Distribution.
L'Étrange Couleur des larmes de ton corps est un giallo belgo-franco-luxembourgeois écrit et réalisé par Hélène Cattet et Bruno Forzani et sorti en 2014.

## Synopsis
Un homme, de retour d'un voyage d'affaires, retrouve son appartement vide : sa femme a disparu. Il se lance alors dans une enquête où ses souvenirs et traumas d'enfance vont bientôt ressurgir.

## Fiche technique
- Titre original : L'Étrange Couleur des larmes de ton corps
- Titre international : The Strange Color of Your Body's Tears
- Réalisation : Hélène Cattet et Bruno Forzani
- Scénario : Hélène Cattet et Bruno Forzani
- Direction artistique : Julia Irribaria
- Costumes : Jackye Fauconnier
- Montage : Bernard Beets
- Photographie : Manuel Dacosse
- Son : Yves Bemelmans
- Production : François Cognard et Eve Commenge
- Sociétés de production : Anonymes Films, Epidemic, Red Lion et Tobina Film, en association avec des SOFICA
- Société de distribution : Shellac (France)
- Pays de production :  Belgique /  France /  Luxembourg
- Langue originale : français
- Durée : 102 minutes
- Format : couleur — 16 mm — 1,85:1 — son Dolby numérique
- Genre : giallo
- Dates de sortie :
  - Suisse : 12 août 2013 (Festival international du film de Locarno)
  - Belgique, France, Luxembourg : 12 mars 2014

## Distribution
- Klaus Tange
- Jean-Michel Vovk
- Sylvia Camarda
- Sam Louwyck
- Anna D'Annunzio

## Production

### Tournage
Le film a été tourné dans des lieux de style Art nouveau:
- à Nancy: à la villa Majorelle et l'immeuble Bergeret[1];
- à Bruxelles: dans les hôtels Hannon, Solvay et Ciamberlani, la Bibliothèque Solvay, la Maison Blanche et le Palais de Bruxelles[2].

## Distinctions

### Récompense
- Magritte 2015 : Meilleure image

### Nominations et sélections
- AFI Fest 2013
- Festival international du film de Locarno 2013 : sélection officielle
- Festival international du film de Thessalonique 2013
- Festival international du film de Toronto 2013 : sélection « Vanguard »
- Festival international du film fantastique de Gérardmer 2014